# Union (Missouri)
Union ist eine City am Bourbeuse River mit 12.348 Einwohnern (Stand: 2020) in Missouri. Sie liegt 73 km südwestlich von St. Louis und 87 km nordöstlich von Rolla in deren Ballungsraum und gehört zum Franklin County.

## Geschichte
Union wurde 1826 gegründet und 1827 zum Verwaltungssitz von Franklin County ernannt. Der Name der Stadt geht auf das Ideal der politischen Einheit zurück. Seit 1827 gibt es ein Postamt namens Union.
Frühe deutsche Siedler ließen sich in und um Franklin County nieder, einschließlich des Gebiets, das später als Union bekannt wurde. Deutsche Architektur, Kultur und insbesondere deutsche Familiennamen sind in Union und Umgebung noch immer weit verbreitet. Je nach Definition liegt die Stadt innerhalb oder in der Nähe einer Region, die als Missouri Rhineland bekannt ist.

## Geographie
Die Stadt liegt am nordwestlichen Ufer des Bourbeuse River. Der U.S. Highway 50 verläuft durch die Stadt, und die I-44 liegt etwa acht Kilometer östlich. Washington, Missouri, liegt elf Kilometer nördlich an der Missouri Route 47 am Missouri River.
Nach Angaben des United States Census Bureau hat die Stadt eine Gesamtlandfläche von 23,72 Quadratkilometern.

## Politik
Union ist eine Stadt 4. Klasse mit einer Stadtverwaltung. Das gewählte politische Entscheidungsgremium der Stadt besteht aus einem Mayor und einem achtköpfigen Stadtrat. Union ist in vier Bezirke unterteilt und jeder Bezirk hat zwei Stadtratsvertreter. Die Kommunalwahlen finden jedes Jahr am ersten Dienstag im April statt.
Der Stadtverwalter Jonathan Zimmermann wird vom Stadtrat ernannt und ist der hauptamtliche Verwaltungsbeamte der Stadt, der für die Überwachung aller täglichen Abläufe und des städtischen Personals verantwortlich ist. Der derzeitige Bürgermeister von Union ist Mayor Robert L. Schmuke. Die Stadt ist in vier Bezirke unterteilt. Aus jedem Bezirk werden zwei Stadträte gewählt, die im Stadtrat sitzen.

## Verkehr
Der U.S. Highway 50 verläuft durch die Stadt, und die I-44 liegt etwa acht Kilometer östlich. Washington, Missouri, liegt elf Kilometer nördlich an der Missouri Route 47 am Missouri River.
Die Missouri Eastern Railroad (MER), eine Tochtergesellschaft von Jaguar Transport, bietet regelmäßige Güterzüge für Industriekunden in Union an. MER betreibt den östlichsten Abschnitt der 1870 erbauten Hauptstrecke der ehemaligen Chicago, Rock Island and Pacific Railroad (CRI&P RW) von St. Louis nach Kansas City. Der aktive Abschnitt der ehemaligen CRI&P RW-Strecke verläuft von der Nordseite von St. Louis, wo er an die Terminal Railroad Association of St. Louis und Union Pacific Railroad anschließt, und endet heute in Union, Missouri.

## Bildung
Die einzige öffentliche weiterführende Schule ist die Union High School (The UHS Wildcats), die Schüler von der 9. bis zur 12. Klasse unterrichtet. Es gibt eine öffentliche Mittelschule (The UMS Wildcats), die die 6. bis 8. Klasse unterrichtet, und zwei öffentliche Grundschulen (Central Elementary und Prairie Dell Elementary, ebenfalls die Wildcats), die beide vom Kindergarten bis zur 5. Klasse unterrichten. Union hat auch eine private katholische Schule, Immaculate Conception (von der Vorschule bis zur 8. Klasse).
In Union befindet sich das East Central College, das zweijährige Studiengänge und Zertifikate anbietet. Die Central Methodist University verfügt über einen Außenbezirk auf dem ECC-Campus. In Union befindet sich außerdem ein Außenbezirk der Missouri Baptist University.
Union verfügt über eine öffentliche Bibliothek, eine Zweigstelle des Scenic Regional Library System.

## Wirtschaft
Die Missouri Meerschaum Company wurde 1869 gegründet und ist der erste und älteste Hersteller von Maiskolbenpfeifen. Mit der Einführung der Eisenbahn Ende des 19. Jahrhunderts stieg die Bevölkerung von Union, was wiederum den Bedarf an Arbeitsplätzen erhöhte. 1907 wurde die National Cob Pipe Works eröffnet, um den Bedarf an Arbeitsplätzen in der Region zu decken. In weniger als 10 Jahren wurde sie zu einem der größten Maiskolbenpfeifenhersteller der Welt und produzierte mindestens fünf Millionen Maiskolbenpfeifen pro Jahr. Im Jahr 1925 gab es fast ein Dutzend Maiskolbenpfeifenproduktionsstätten in ganz Franklin County. Die einzige noch existierende Maiskolbenpfeifenfabrik ist die ursprüngliche Missouri Meerschaum Company in Washington, Missouri.
Derzeit gibt es in Union über 300 Unternehmen, darunter Hersteller wie die Esselte Pendaflex Corporation und Silgan Plastic Containers.

## Persönlichkeiten
- Paul John Mueller (1892–1964), United States Army Major General   [27]
- William Lloyd Nicholson III (1926–2020), United States Air Force Major General   [28]
- Kenneth Roderick O’Neal (1908–1989), Architekt [29][30]